# Shen Bao
Shen Bao, già traslitterato come Shun Pao o Shen-pao (in cinese: 申报, pinyin: Shen Bao), conosciuto in inglese come Shanghai News, è stato un giornale cinese, pubblicato dal 30 aprile 1872 al 27 maggio 1949 nella città di Shanghai.
Il nome è l'abbreviazione di Shenjiang Xinbao, in cui Shenjiang è una forma abbreviata di Chunsheng Jiang, il precedente nome per il fiume Huangpu.

Fondato da Ernest Major (1841-1908), un uomo d'affari Britannico, nel 1872, Shen Bao era uno dei primi giornali moderni Cinesi. (Quando Major tornò in Inghilterra nel 1889, il giornale venne riorganizzato sotto la Major Company Limited.)

Major si differenziava da altri pubblicatori di giornali stranieri per due motivi. In primo luogo, fin dall'inizio, fece presente che il giornale fosse per lettori Cinesi, e così che risaltasse notizie e questioni di interesse Cinese, non straniero. Secondariamente, mise i comprador Cinesi alla custodia dell'andamento dell'attività e permise agli editori Cinesi di scegliere gli articoli di informazione e di scrivere editoriali. Questi due metodi si rivelarono molto efficaci. Mentre gli intermediari cinesi usavano le loro conoscenze e contatti con la comunità locale per aumentarne la circolazione ed attrarre inserzioni pubblicitarie, il prezzo del giornale veniva tenuto più basso della concorrenza. Contemporaneamente, gli editori Cinesi fecero un gran lavoro per fare in modo che Shen Bao soddisfasse il gusto dei lettori Cinesi. Nel giro di un anno, Shen Bao portò alla chiusura di Shanghai Xinbao e divenne l'unico giornale in Shanghai fino alla comparsa di Xin Bao nel 1876 e di Hu Bao nel 1882.

Shen Bao rivestì un ruolo centrale nella formazione dell'opinione pubblica verso la fine del XIX secolo. Un esempio fu la sua campagna nei primi anni contro l'impiego di giovani ragazze come cameriere nelle fumerie d'oppio, che "sfumavano la linea di demarcazione tra le pratiche accettabili e non accettabili, mettendo le giovani cameriere nell'ambigua condizione di fornire implicitamente prestazioni sessuali nelle fumerie d'oppio. Peggio ancora le fumerie d'oppio che abbracciavano questa pratica erano principalmente dislocate nella Concessione Francese, collegando questo problema alla presenza degli stranieri in Shanghai." Come risultato dell'indignazione popolare, questa pratica venne proibita (benché in pratica non eradicata). Il giornale "rinnovò la tecnologia di stampa, l'uso del telegrafo, l'impiego di un corrispondente militare (mandato per coprire la Guerra Sino-Francese in Vietnam nel 1884), e l'uso del dialetto (baihua)"; ben presto si fece la reputazione di uno dei migliori in Cina, andando sotto il controllo Cinese nel 1909, e entro il XX secolo stampò 30.000 copie al giorno, di cui 9.000 circolarono a Shanghai e le restanti in tutta la Cina. "Verso i primi degli anni '20 il suo giro di copie era di 50.000; verso la fine del decennio 100.000; e verso la metà degli anni '30, 150.000." Gli uffici del giornale furono all'International Settlement, "all'incirca ad un isolato di distanza dalla Stazione Centrale di Polizia." Nel suo primo periodo, aveva 8 pagine, con informazioni, articoli, e pubblicità tanto quanto decreti imperiali e commemorazioni. "Dato che la politica del giornale seguiva il principio di 'riportare tutto ciò che è possibile e lasciare che i lettori determinino la verità,' molte dicerie interessanti ma infondate furono spesso trattate come informazioni." Dopo il 1905, incrementò le pagine a 20.
Shen Bao è stato fondato come giornale commerciale; politicamente è rimasto vicino agli ambienti conservatori per i suoi primi 30 anni di vita, parteggiando per il governo Qing. Nel 1905 cominciò a cambiare il suo orientamento, riportando lo slogan costituzionalista di Liang Qichao sul "New Year's Day"; nel 1907 fu venduto a Xi Zipei (1867-1929), il suo primo proprietario, che "possedeva l'editore meglio capitalizzato di Shanghai, Zhongguo tushu gongsi (Chinese Library Company)" ed era sotto l'influenza di Zhang Jian, e diventò una testata moderatamente liberale che sostenne con forza il movimento in favore della costituzione. "Comprendeva le seguenti sezioni: editoriali, notizie internazionali, notizie interne, notizie locali, industria e commercio, legge e società, sport e educazione, arte e letteratura, e inserzioni pubblicitarie. Oltre a riportare importanti notizie politiche, aveva molte sezioni speciali e supplementi come ziyou tan (libero dibattito), automobili, educazione e vita." Nel 1912 il controllo passò a Shi Liangcai. "Negli anni '30, Shi fu un acceso sostenitore dell'Alleanza per la Difesa dei Diritti umani fondata dalla signora Soong Qing Ling, la seconda moglie del leader rivoluzionario Dr Sun Yat-sen, con Cai Yuanpei e Lu Xun."
Nel 1934, la testata "si procurò l'astio del governo a causa della sua forte vocazione anti-giapponese. Il 13 novembre, Shih Liang-ts'ai, il suo proprietario e il suo capo-redattore, fu misteriosamente assassinato sull'autostrada Shanghai-Hangchow"; la responsabilità del suo assassinio è stata attribuita all'Agenzia Indagini e Statistica, la tanto temuta polizia segreta diChiang Kai-shek. Nel 1938, con la città sotto il controllo Giapponese, a Norwood Francis Allman (1893-1987), un avvocato Americano che era stato Console degli Stati Uniti a Shanghai nei primi anni '20, venne chiesto dai proprietari Cinesi del giornale di prendere il posto di editore; il Time scrisse nel 1940: "Un ottimo studioso della lingua Cinese, Allman legge ogni storia che finisce sul Shun Pao, scrive editoriali, corregge gli editoriali scritti dai membri dello staff. Lavora senza una paga." Il giornale era in cattivi rapporti con i Giapponesi, e nel 1940 un assistente del direttore fu ucciso e la sua testa lasciata sulla strada come monito ai giornalisti. Durante la Seconda guerra mondiale il giornale passò nelle mani dei collaboratori degli occupanti Giapponesi, ma dopo la guerra Pan Gongzhan, un carismatico ufficiale del partito Kuomintang che era stato editore del giornale negli ultimi anni '20, diventò il suo direttore e Chen Shunyü il suo capo-redattore. Nel maggio del 1949, quando l'Esercito Popolare di Liberazione prese Shanghai, il giornale venne chiuso.
Esiste una collezione completa delle questioni del giornale alla Biblioteca di Shanghai.